# 埃斯奎利諾門

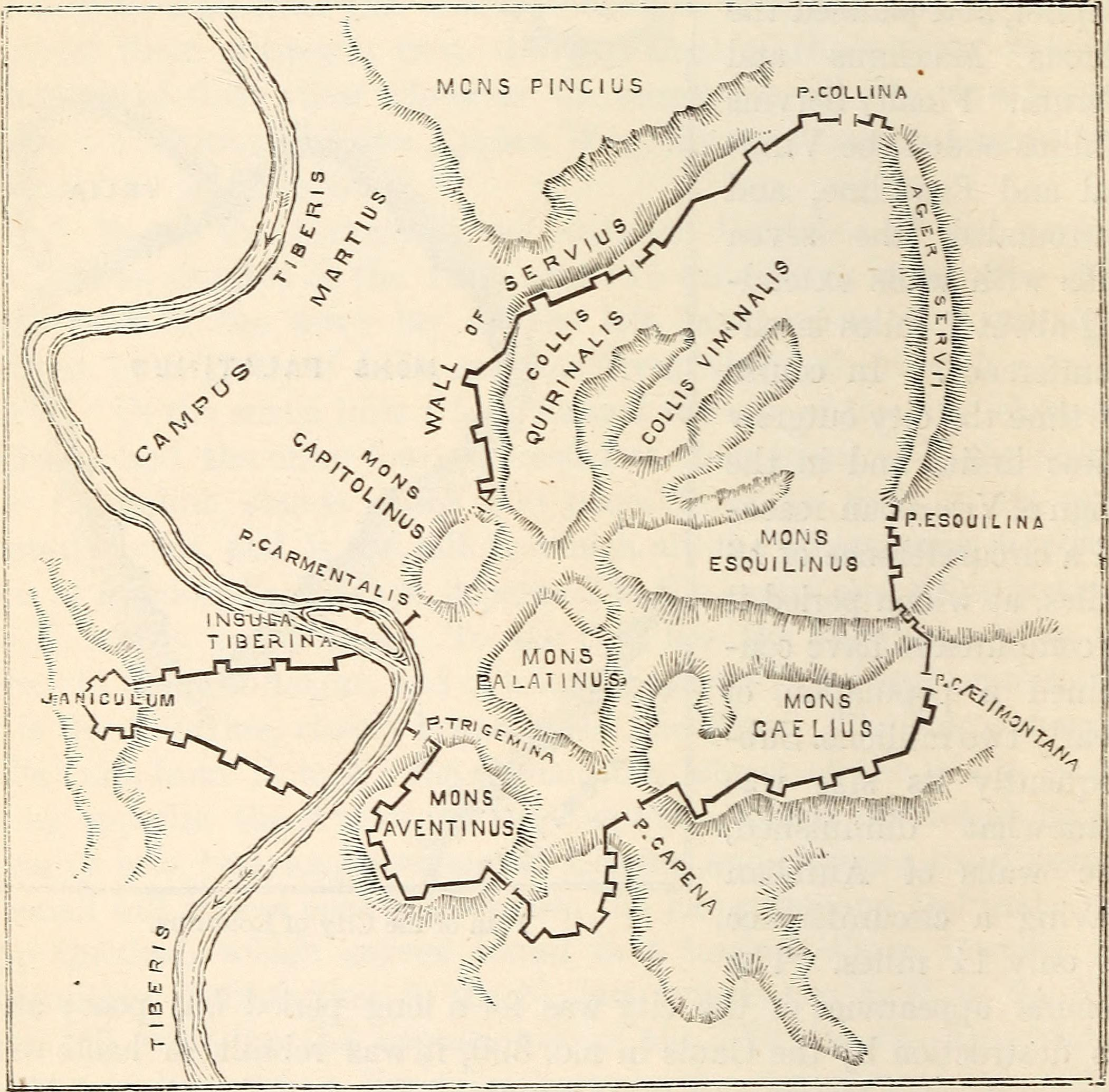
埃斯奎利諾門位於塞維安城牆東部

埃斯奎利諾門（Porta Esquilina）是羅馬塞維安城牆的城門之一。這座城門原址現建有加里恩努斯拱門。